# 华贵红纹螺
华贵红纹螺，又名灯笼艳捻螺，舊屬捻螺科红纹螺属，今屬捻螺總科红纹螺科。

## 分佈
分布于日本、台灣以及中国大陆的东海海域等地，属于暖水性种。其多栖息于潮下带水深10-100米砂质底。